# Новоселица (Чигиринский район)
Новосе́лица (укр. Новоселиця) — село в Чигиринском районе Черкасской области Украины.
Население по переписи 2001 года составляло 622 человека. Занимает площадь 2,44 км². Почтовый индекс — 20934. Телефонный код — 4730.

## Местный совет
20934, Черкасская обл., Чигиринский р-н, с. Новоселица